# Kalimantsi
Kalimantsi (bulgariska: Калиманци) är ett distrikt i Bulgarien.   Det ligger i kommunen Obsjtina Sandanski och regionen Blagoevgrad, i den sydvästra delen av landet, 140 km söder om huvudstaden Sofia.
Omgivningarna runt Kalimantsi är en mosaik av jordbruksmark och naturlig växtlighet. Runt Kalimantsi är det ganska glesbefolkat, med 42 invånare per kvadratkilometer.